# Dicrurus balicassius
Il drongo balicassio o balicassiao (Dicrurus balicassius (Linnaeus, 1766)) è un uccello passeriforme appartenente alla famiglia Dicruridae, endemico delle Filippine..

## Etimologia
Il nome scientifico della specie, balicassius, rappresenta la latinizzazione del nome comune di questi uccelli in filippino.

## Descrizione

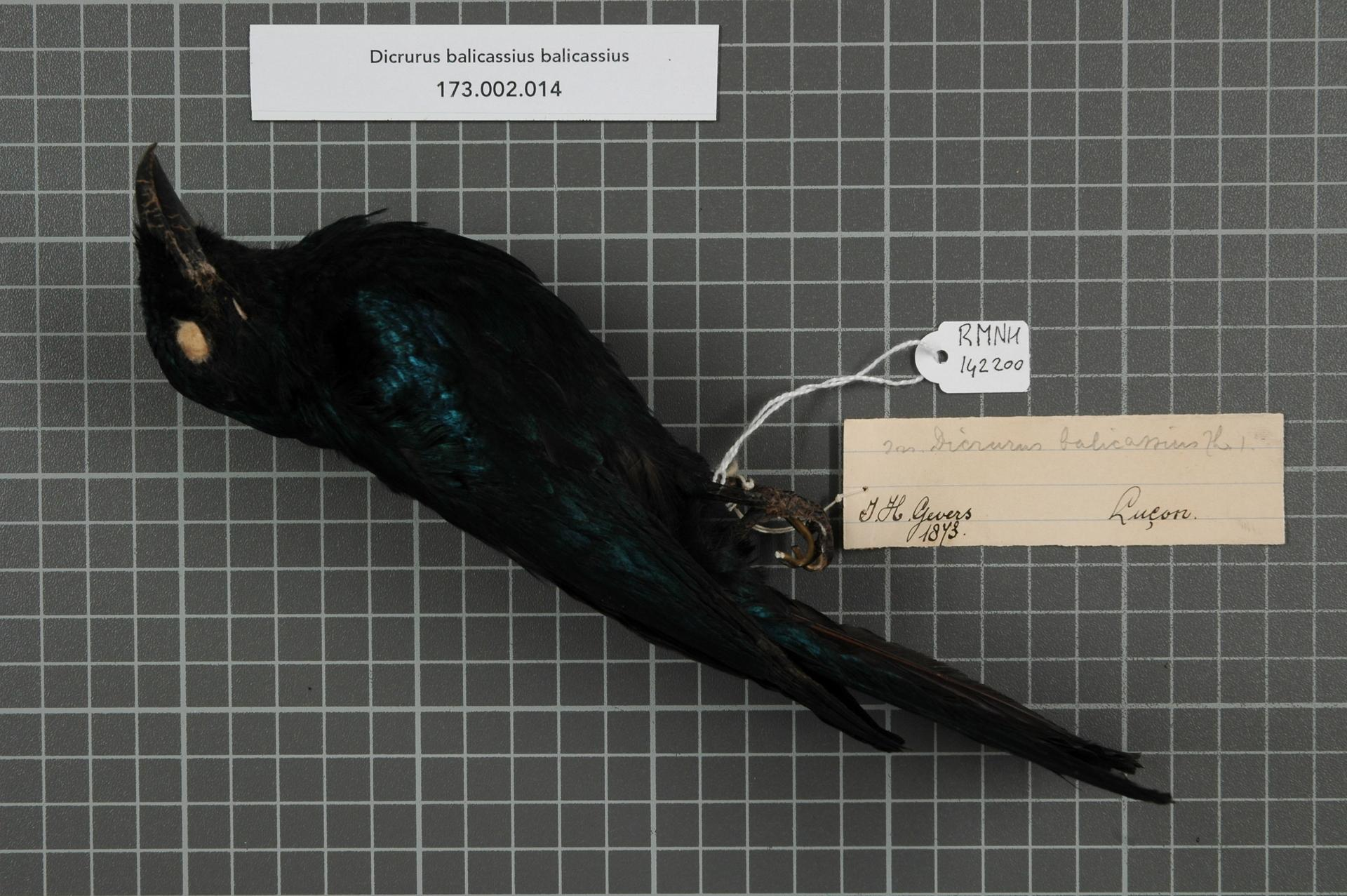
Veduta laterale di esemplare impagliato.

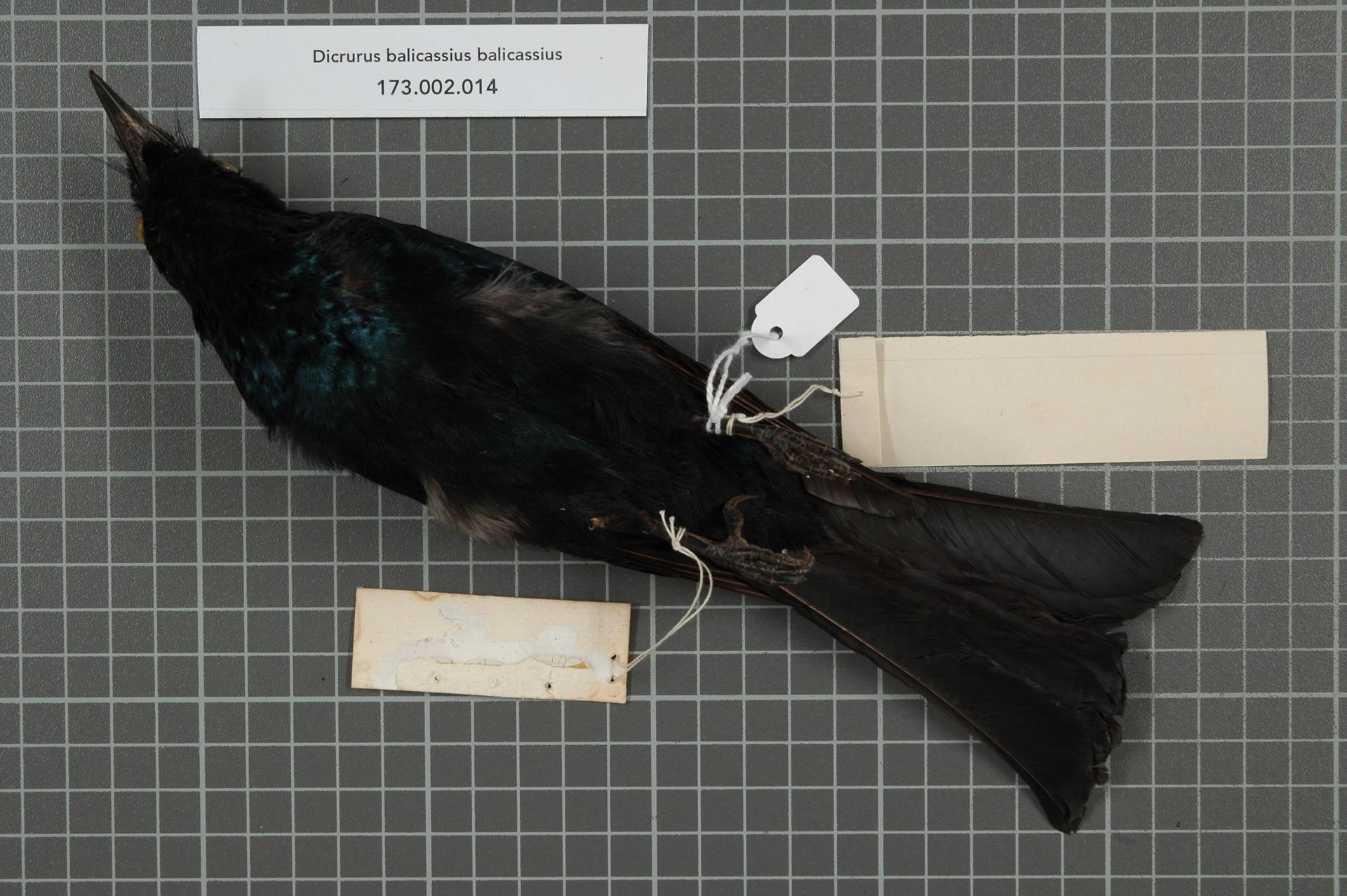
Veduta ventrale di esemplare impagliato.

### Dimensioni
Misura 26 cm di lunghezza, per 63,3-80 g di peso: caso raro fra i passeriformi, in questa specie le femmine a parità d'età sono lievemente più grosse e pesanti rispetto ai maschi.

### Aspetto
Si tratta di uccelli dall'aspetto robusto e slanciato, muniti di grossa testa di forma squadrata e allungata, becco largo, conico e robusto piuttosto lungo (se confrontato con quello di altre specie di drongo) dalla punta adunca, zampe corte, lunghe ali digitate e coda dall'estremità lievemente forcuta, con le due punte rivolte in maniera caratteristica lievemente verso l'alto.
Il piumaggio si presenta interamente di colore nero, con presenza di diffuse sfumature di colore bruno scuro su faccia, petto e area ventrale, nonché su remiganti e coda, mentre fronte, nuca, dorso, ali e codione presentano sfumature metalliche di colore bluastro, ben evidenti quando l'animale si strova nella luce diretta. La sottospecie mirabilis presenta un caratteristico quanto unico ventre di colore bianco, del tutto assente nelle altre due.

I due sessi sono del tutto simili per quanto concernente la colorazione del piumaggio.
In ambedue i sessi, il becco e le zampe sono di colore nerastro, mentre gli occhi sono di colore bruno-rossiccio.

## Biologia
Il balicassiao è un uccello diurno che vive da solo o in coppie (talvolta in piccoli gruppi di 3-4 esemplari), passando la maggior parte della giornata appollaiato su un posatoio preferenziale in rilievo (come ad esempio un palo o il ramo di un albero che si eleva dalla canopia) dal quale può godere di una buona visuale sull'areale circostante: all'apparire di un'eventuale preda, l'animale spicca il volo per catturarla, dimostrando grande perizia nelle manovre di volo, mentre se ad apparire è un intruso giudicato pericoloso esso viene accolto con richiami d'avvertimento ed eventualmente attaccato.
Questi dronghi sono piuttosto vocali, emettendo i propri richiami (una varietà di strofe composte da versi fischiati inframezzati da altre note più aspre e gracchianti) specialmente all'alba e al tramonto.

### Alimentazione
Si tratta di uccelli prevalentemente insettivori, la cui dieta si compone soprattutto da insetti volanti catturati in volo oppure reperiti fra i rami e il fogliame, nonché da altri invertebrati e molto sporadicamente anche da materiale di origine vegetale (come granaglie, bacche e nettare).

### Riproduzione
I dati riguardo all'evento riproduttivo di questi uccelli sono piuttosto frammentari: il ritrovamento di un nido (una struttura a coppa piuttosto piccola e delicata, situata alla biforcazione della parte distale di un ramo d'albero) in marzo e di esemplari in amore in ottobre e luglio lascerebbe supporre che i dronghi balicassi siano in grado di riprodursi durante tutto l'arco dell'anno. Molto verosimilmente, la riproduzione di questa specie ricalca molto da vicino, per modalità e tempistica, quanto osservabile nelle altre specie di drongo.

## Distribuzione e habitat
Il drongo balicassio è endemico delle Filippine, delle quali popola la porzione centrale e settentrionale: la specie è presente sulle isole di Luzon, Mindoro, Masbate, Panay, Negros e Cebu, oltre che sulle isole minori circonvicine (Polillo, Lubang, Marinduque, Catanduenas, Verde, Ticao, Guimaras, Bantayan).
L'habitat di questi uccelli è rappresentato dalla foresta pluviale tropicale secondaria, dal livello del mare fino a 1200 m di quota.

## Tassonomia
Se ne riconoscono tre sottospecie:

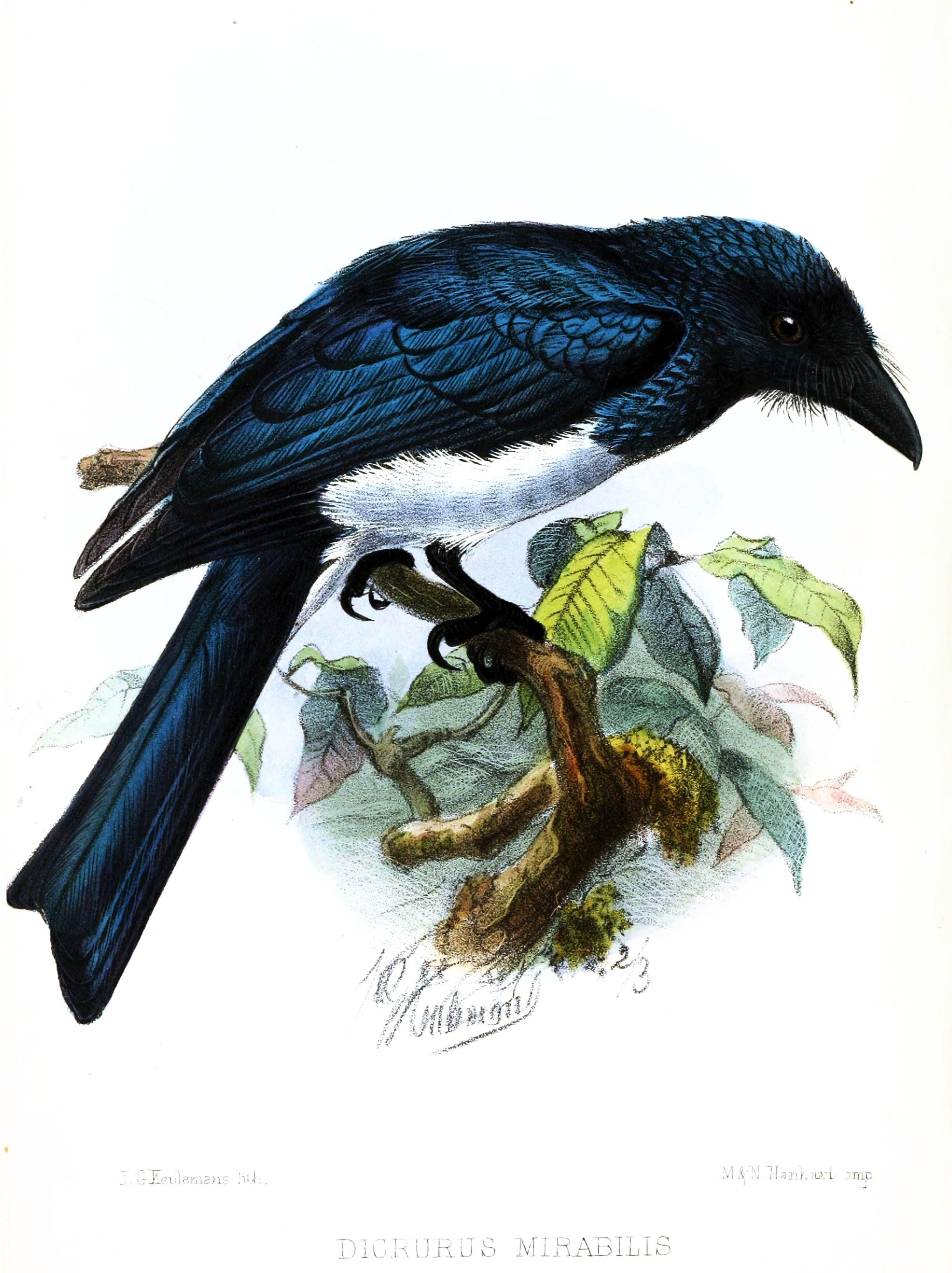
Illustrazione di esemplare della sottospecie mirabilis a cura di Keulemans.

- Dicrurus balicassius abraensis Vaurie, 1947 - endemica della porzione centrale e settentrionale di Luzon;
- Dicrurus balicassius balicassius (Linnaeus, 1766) - la sottospecie nominale, diffusa nel sud di Luzon e nella porzione centro-meridionale dell'areale occupato dalla specie;
- Dicrurus balicassius mirabilis Walden & Layard, 1872 - diffusa nella porzione occidentale dell'areale occupato dalla specie;

Alcuni autori riconoscerebbero inoltre la sottospecie mindorensis di Mindoro (sinonimizzata con la nominale), mentre lo status della sottospecie mirabilis, morfologicamente piuttosto distinta ma vocalmente in apparenza del tutto simile alle altre due, andrebbe approfondito.
Sebbene la specie venga tradizionalmente considerata filogeneticamente affine al drongo piumato (affinità confermata da studi di carattere molecolare), nelle aree in cui gli areali delle due popolazioni si vengono a sovrapporre esse non avviene alcun caso di ibridazione: verosimilmente, il balicassiao rappresenta un caso di colonizzazione in tempi antichi dell'arcipelago, al quale si è andato ad aggiungere in un secondo momento l'arrivo dei progenitori del drongo piumato.